# 托马加塔瓦火山口

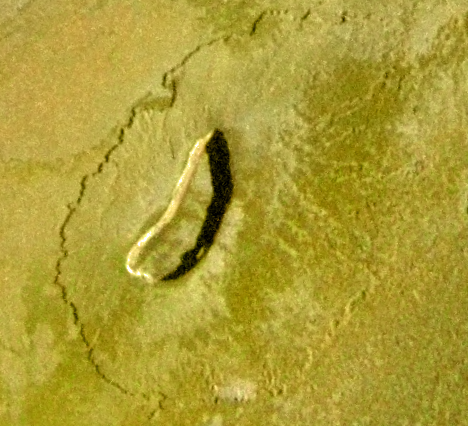
2001年10月由“伽利略”探测器拍摄的托马加塔瓦火山口最高分辨率照片

托马加塔瓦火山口 （Thomagata patera）是 木卫一表面的一座火山，位于卫星背对木星半球的 25°40′N 165°56′W / 25.67°N 165.94°W处，它的东面分布有活火山 沃隆德火山和札巴巴火山。托马加塔瓦火山口是一外观呈肾状的艾俄尼亚火山口，一种类似于破火山口的火山，56 公里（35 英里）长、26 公里（16 英里）宽，深约 1.2-1.6 公里（0.7-1.0 英里）。这座火山目前是不活跃，因为从未在托马加塔瓦火山口中侦测到热点，明亮的坑底表面表明其温度非常低，足以使二氧化硫和硫凝结。托马加塔瓦火山口位于一处低矮、宽达100 公里（62 英里）的台地中心附近，该台地的边缘高出周边平原 200 米（660 英尺），但托马加塔瓦火山口壁的坡度并不清楚，如果火山口坑底与周边平原处于同一水平，该台地的西侧坡度则应为 2°。该台地的形态以及从托马加塔瓦火山口沿坡壁（至少在东侧）流出的暗岩浆流形状表明，托马加塔瓦火山口及环绕它的台地可能为一座盾状火山,也被称为木卫一上的一座 丘。该台地不规则的边缘以及断崖下缺少碎岩屑的情况表明，它已因二氧化硫的侵蚀而发生了改变 。

## 词源
2001年10月“伽利略号探测器”对该火山进行详细观测后，2006年 国际天文联合会 (IAU) 以穆斯林宗教与神话中穆伊斯卡人酋长“托马加塔瓦”之名命名了它，根据国际天文联合会的说法，神话中的托玛加塔是”一位可怕的火精灵，它在空气中飞过，可把人变成动物”。